# Malcolm Nokes
Malcolm Cuthbert Nokes (20. maj 1897 – 22. november 1986) var en britisk atlet som deltog i de olympiske lege 1924 i Paris og 1928 i Amsterdam.
Nokes vandt en bronzemedalje i atletik under OL 1924 i Paris. Han kom på en tredjeplads i hammerkast efter Frederic Tootell og Matthew McGrath begge fra USA. Der var femten deltagere fra ti lande som deltog i konkurrencen. Finalen blev afviklet den 10. juli 1924.